# Sorataea ostryoderridis
Sorataea ostryoderridis är en svampart som först beskrevs av Jørst., och fick sitt nu gällande namn av Eboh & Cummins 1980. Sorataea ostryoderridis ingår i släktet Sorataea och familjen Uropyxidaceae.   Inga underarter finns listade i Catalogue of Life.